# ASCI White
ASCI White var en superdator i Lawrence Livermore National Laboratory, Kalifornien, USA.
Denna datorkluster bestod av IBM:s kommersiella system RS/6000 SP. 512 av dessa system var sammankopplade och utgjorde tillsammans ASCI White. Med 16 processorer per nod och totalt 8 192 processorer, 6 terabyte minne och 160 terabyte lagringsutrymme. Trots denna statistik var processorn inte snabb med dagens mått mätt då den arbetade med en hastighet av 375 MHz. Hela systemet vägde 106 ton och förbrukade 3 MW elektricitet, ytterligare 3 MW krävdes för kylning. Den hade en teoretisk max-prestanda på 7 226 gigaflops. Operativsystemet var IBM:s Unix-variant AIX.